# Darja Collin

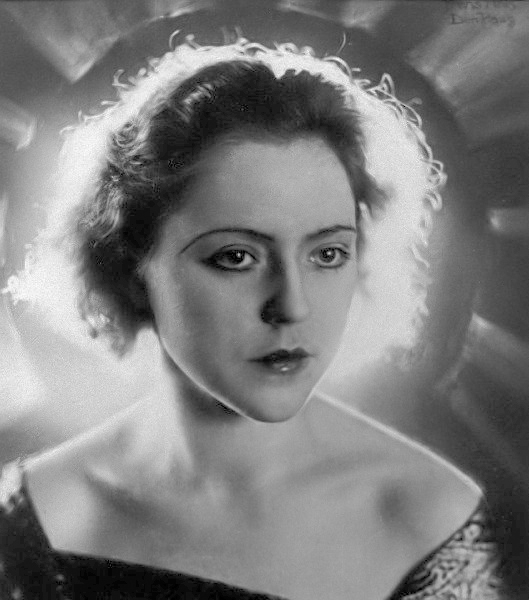
Darja Collin (vor 1939)

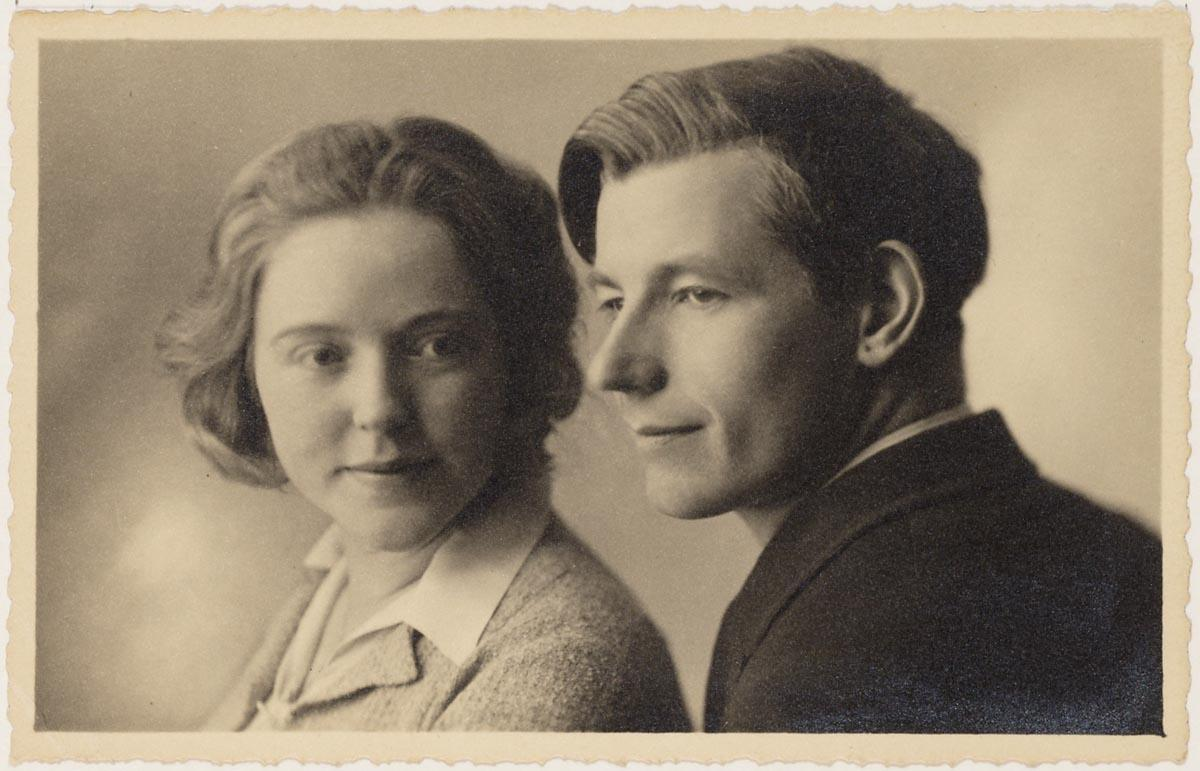
Collin mit Jan Jacob Slauerhoff (1934)

Darja Collin (eigentlich Maria Louisa Frederika Collin; * 19. November 1902 in Amsterdam; † 6. Mai 1967 in Florenz) war eine niederländisch-italienische Tänzerin und Tanzlehrerin.

## Biographie

### Familie und Jugend
Darja Collin wurde in Amsterdam als jüngstes von drei Kindern einer musikalischen, römisch-katholischen Familie geboren. Ihre Mutter Wilhelmina Frederika Christina van Dijk (1875–nach 27. Januar 1948) war Sängerin, ihr Vater Robert Johan Carl Collin (1863–1904) Geiger. Im Mai 1904 zog ihre Mutter mit den Kindern nach Warnsveld, ihr Vater starb einige Monate später. Anschließend lebte Darja Collin ein Jahr lang bei ihrer Großmutter in Gorssel, bis sie ab dem Alter von drei Jahren das katholische Internat Huize Duinzicht besuchte. 1915 heiratete die Mutter erneut und holte die Tochter zu sich nach Rotterdam.

### Beruflicher Werdegang
In Rotterdam sah Collin die Tänzerin Jacoba van der Pas auf der Bühne, was zu ihrem Entschluss führt, selbst Tänzerin zu werden. Sie nahm Unterricht bei Angèle Sydow und begann aufzutreten, um Geld zu verdienen. Im April 1918, im Alter von 15 Jahren, zog sie allein nach Den Haag und machte eine Ausbildung bei Gertrud Leistikow. Da Ballett in den Niederlanden nur eine geringe Akzeptanz als ernsthafte Kunst besaß, zog sie 1925 nach Dresden, um ihre Ausbildung von Mary Wigman fortzuführen.
Im Jahr darauf wurde Darja Collin unter der Leitung von Kurt Jooss, einem wichtigen Vertreter des modernen Ausdruckstanzes erste Solotänzerin am Theater im deutschen Münster. 1927 zog sie nach Paris, wo sie unter anderem an der Seite der russischen Ballerinen Vera Trefilowa und Olga Preobraschenskaja tanzte. Ende der 1920er Jahre gründete Collin gemeinsam mit ihrer früheren Lehrerin Leistikow eine Tanzschule in Den Haag. Nachdem die beiden sich 1931 im Streit getrennt hatten, gründete Collin ihre eigene Schule.
Zu dieser Zeit erhielt Collin Beinamen wie „Mata Hari des Tanzes“ und „Mondgöttin“ und erregte auch Aufsehen mit Star-Allüren. Den Beinamen „Mondgöttin“ erhielt sie von dem Maler Chris de Moor, einem ihrer vielen Liebhaber. Sie hatte weitere Affären mit dem Tänzer Alexei d’Ormesson und den Schriftstellern A. den Doolaard und J.W.F. Werumeus Buning. Anfang 1930 lernte sie den Dichter und Schiffsarzt Jan Jacob Slauerhoff kennen, den sie im September des Jahres heiratete. Im März 1932 bekam das Paar einen Sohn, der kurz nach der Geburt starb. Collin und Slauerhoff führten eine turbulente Ehe und trennten sich nach fünf Jahren. Im Oktober 1936 starb Slauerhoff an Tuberkulose.
Ab den 1930er Jahren fand Ballett im Allgemeinen zunehmend Anerkennung in den Niederlanden. Anfang 1931 wurde Darja Collin Lehrerin am neugegründeten Theater Instituut Nederland in Den Haag und wenige Monate später Vorstandsmitglied der Abteilung für Tanz und Bewegungskunst der Nederlandsche vereeniging tot bevordering der danskunst. 1935 wirkte sie in dem Film Das Geheimnis der Mondscheinsonate mit und trat mit ihrer Companie beim Hochzeitsdinner von Prinzessin Juliana und Prinz Bernhard auf. Auch international war sie erfolgreich und unternahm Tourneen durch Deutschland, Österreich, Skandinavien, Rumänien und Niederländisch-Indien auf. Im Januar 1938 zog Collin nach Paris und verlobte sich mit einem Engländer; es ist nicht bekannt, ob die Ehe geschlossen wurde. Als die deutsche Wehrmacht im Frühjahr 1940 in Frankreich einmarschierte, befand sich Darja Collin auf Tournee an der Côte d’Azur. Sie floh und gelangte über Afrika nach Niederländisch-Indien. Um der Internierung in einem japanischen Lager zu entgehen, ließ sich Collin im März 1942 auf einem Frachtschiff nach Australien schmuggeln, wo sie regelmäßig auftrat.
Nach dem Krieg zog Collin nach New York, wo sie eine kleine Tanzkompanie leitete. Im Sommer 1947 kehrte sie in die Niederlande zurück, um Ballettmeisterin an der Nationale Opera zu werden. Als sie auf dem Flughafen Schiphol landete, wurde sie von Journalisten erwartet. In Amsterdam feierte sie Erfolge mit ihren Ravel-Abenden. Sie gilt als Entdeckerin des Tänzers und Choreographen Hans van Manen. 1952 verließ Collin die Niederlande, um in Florenz ein Ballettstudio zu eröffnen. Um einen italienischen Pass zu erhalten, ging sie 1954 eine Scheinehe mit einem 84-jährigen Italiener ein, wofür sie ihm 90.000 Lire zahlte.
Am 6. Mai 1967 starb Darja Collin nach längerer Krankheit in Florenz im Alter von 64 Jahren.